# Лига чемпионов ОФК
Лига чемпионов ОФК (англ. OFC Champions League) — ежегодный клубный футбольный турнир, проводимый Конфедерацией футбола Океании (ОФК). Турнир также называют О-лига (англ. O-League) по аналогии с А-лигой, Джей-лигой и др. До 2007 года ОФК проводила Клубный чемпионат Океании (англ. Oceania Club Championship).

## Формат
С сезона 2009/10 в турнире участвуют 8 команд, разбитые на 2 группы. Команды в группе проводят по 6 матчей — по 2 матча («дома» и «в гостях») со всеми соперниками. Победители групп выходят в финал, который состоит из 2 матчей.
С сезона 2014/15 финал состоит из 1 матча. В случае ничьей в основное время , назначается дополнительное время, но если в дополнительное время не выявлен победитель, то его выявляют в серии пенальти.
В турнире могут принять участие по одному представителю от любой страны, являющейся членом ОФК. Новая Зеландия имеет 2 места в турнире.

## История
Первый официальный турнир, прошедший в 1999 году, был проведён ОФК для определения представителя Океании на клубном чемпионате мира. Турнир прошёл на Фиджи и собрал 9 клубов, сильнейшим стал австралийский «Саут Мельбурн».
После проведения первого розыгрыша клубного чемпионата мира турнир вызвал множество нареканий, был отменён следующий розыгрыш, который должен был пройти в 2001 году. Только в 2005 году клубный чемпионат мира возродился в изменённом формате. По этой причине ОФК не проводила региональный турнир в 2002—2004 годах. В 2005 году турнир снова был проведён для определения представителя Океании на возобновлённом клубном чемпионате мира.
В 2005 году клубы Австралии последний раз участвовали в турнире, поскольку с 2006 года Австралия стала членом АФК.
В 2007 году ОФК изменила название турнира — он стал называться Лига чемпионов ОФК или О-лига — и формат соревнования, приблизив его к форматам других главных клубных континентальных турниров, таких как Лига чемпионов УЕФА и Кубок Либертадорес. В турнире принимало участие 6 клубов, разбитых на 2 группы по 3 команды. Команды проводили матчи «дома» и «в гостях». Победители групп выходили в финал. В 2009 году турнир был расширен до 8 команд. В 2012 году в рамках турнира впервые был проведён квалификационный этап, в котором приняли участие чемпионы слабейших по рейтингу ОФК национальных ассоциаций. Начиная с розыгрыша 2013/14 гг. в финальном турнире О-лиги принимали участие 12 клубов, а с розыгрыша 2017 г. - 16.

## Финалы
| 1987 Обзор | Аделаида       | Аделаида Сити (Аделаида)      | 1:1 (п. 4:1) | Маунт Веллингтон (Веллингтон) |
| 1999       | Нади и Лаутока | Саут Мельбурн (Мельбурн)      | 5:1          | Нади (Нади)                   |
| 2001       | Порт-Морсби    | Воллонгонг Вулфс (Воллонгонг) | 1:0          | Тафеа (Порт-Вила)             |
| 2005       | Папеэте        | Сидней (Сидней)               | 2:0          | Мажента (Нумеа)               |
| 2006       | Окленд         | Окленд Сити (Окленд)          | 3:1          | Пираэ (Пираэ)                 |

| Лига чемпионов ОФК | Лига чемпионов ОФК                     | Лига чемпионов ОФК                     | Лига чемпионов ОФК                     |
| Сезон              | Победитель                             | Счёт                                   | Финалист                               |
| ------------------ | -------------------------------------- | -------------------------------------- | -------------------------------------- |
| 2007               | Уайтакере Юнайтед (Окленд)             | 1:2, 1:0                               | Ба (Мба)                               |
| 2007/08 Обзор      | Уайтакере Юнайтед (Окленд)             | 1:3, 5:0                               | Косса (Хониара)                        |
| 2008/09 Обзор      | Окленд Сити (Окленд)                   | 7:2, 2:2                               | Колоале (Хониара)                      |
| 2009/10 Обзор      | Хекари Юнайтед (Порт-Морсби)           | 3:0, 1:2                               | Уайтакере Юнайтед (Окленд)             |
| 2010/11 Обзор      | Окленд Сити (Окленд)                   | 2:1, 4:0                               | Амикаль (Порт-Вила)                    |
| 2011/12 Обзор      | Окленд Сити (Окленд)                   | 2:1, 1:0                               | Тефана (Фаа)                           |
| 2012/13 Обзор      | Окленд Сити (Окленд)                   | 2:1                                    | Уайтакере Юнайтед (Уаитакере)          |
| 2013/14 Обзор      | Окленд Сити (Окленд)                   | 1:1, 2:1                               | Амикаль (Порт-Вила)                    |
| 2014/15 Обзор      | Окленд Сити (Окленд)                   | 1:1 (по пенальти 4:3)                  | Тим Веллингтон (Веллингтон)            |
| 2015/16 Обзор      | Окленд Сити (Окленд)                   | 3:0                                    | Тим Веллингтон (Веллингтон)            |
| 2017 Обзор         | Окленд Сити (Окленд)                   | 3:0, 2:0                               | Тим Веллингтон (Веллингтон)            |
| 2018 Обзор         | Тим Веллингтон (Веллингтон)            | 6:0, 4:3                               | Лаутока (Лаутока)                      |
| 2019 Обзор         | Иенген Спорт (Коне)                    | 1:0                                    | Мажента (Нумеа)                        |
| 2020               | Турнир отменён из-за пандемии COVID-19 | Турнир отменён из-за пандемии COVID-19 | Турнир отменён из-за пандемии COVID-19 |
| 2021               | Турнир отменён из-за пандемии COVID-19 | Турнир отменён из-за пандемии COVID-19 | Турнир отменён из-за пандемии COVID-19 |
| 2022 Обзор         | Окленд Сити (Окленд)                   | 3:0                                    | Венус (Таити)                          |
| 2023 Обзор         | Окленд Сити (Окленд)                   | 4:2                                    | Сува (Сува)                            |
| 2024 Обзор         | Окленд Сити (Окленд)                   | 4:0                                    | Пираэ (Пираэ)                          |
| 2025 Обзор         | Окленд Сити (Окленд)                   | 2:0                                    | Хекари Юнайтед (Порт-Морсби)           |

## Победители и финалисты
| Клуб                          | П  | Ф  | Годы                                                                                              |
| ----------------------------- | -- | -- | ------------------------------------------------------------------------------------------------- |
| Окленд Сити (Окленд)          | 13 | 13 | 2006, 2008/09, 2010/11, 2011/12, 2012/13, 2013/14, 2014/15, 2015/16, 2017, 2022, 2023, 2024, 2025 |
| Уайтакере Юнайтед (Окленд)    | 2  | 4  | 2007, 2007/08, 2009/10, 2012/13                                                                   |
| Тим Веллингтон (Веллингтон)   | 1  | 4  | 2014/15, 2015/16, 2017, 2018                                                                      |
| Аделаида Сити (Аделаида)      | 1  | 1  | 1987                                                                                              |
| Саут Мельбурн (Мельбурн)      | 1  | 1  | 1999                                                                                              |
| Воллонгонг Вулфс (Воллонгонг) | 1  | 1  | 2001                                                                                              |
| Сидней (Сидней)               | 1  | 1  | 2005                                                                                              |
| Хекари Юнайтед (Порт-Морсби)  | 1  | 1  | 2009/10                                                                                           |
| Иенген Спорт (Коне)           | 1  | 1  | 2019                                                                                              |
| Амикаль (Порт-Вила)           |    | 2  | 2010/11, 2013/14                                                                                  |
| Мажента (Нумеа)               |    | 2  | 2005, 2019                                                                                        |
| Маунт Веллингтон (Окленд)     |    | 1  | 1987                                                                                              |
| Нади (Нади)                   |    | 1  | 1999                                                                                              |
| Тафеа (Порт-Вила)             |    | 1  | 2001                                                                                              |
| Пираэ (Пираэ)                 |    | 1  | 2006                                                                                              |
| Ба (Мба)                      |    | 1  | 2007                                                                                              |
| Косса (Хониара)               |    | 1  | 2007/08                                                                                           |
| Колоале (Хониара)             |    | 1  | 2008/09                                                                                           |
| Лаутока (Лаутока)             |    | 1  | 2018                                                                                              |

### По странам
| Страна                | П  | Ф  |
| --------------------- | -- | -- |
| Новая Зеландия        | 11 | 15 |
| Австралия             | 4  | 4  |
| Новая Каледония       | 1  | 3  |
| Папуа — Новая Гвинея  | 1  | 1  |
| Вануату               |    | 3  |
| Фиджи                 |    | 3  |
| Соломоновы Острова    |    | 2  |
| Французская Полинезия |    | 1  |